# Zoubiria
Zoubiria (în arabă الزبيرية) este o comună din provincia Médéa, Algeria.
Populația comunei este de 9.236 de locuitori (2008).